# (6154) Stevesynnott
(6154) Stevesynnott est un astéroïde de la ceinture principale.

## Description
(6154) Stevesynnott est un astéroïde de la ceinture principale. Il fut découvert le 22 août 1990 à l'Observatoire Palomar par Henry E. Holt. Il présente une orbite caractérisée par un demi-grand axe de 2,43 UA, une excentricité de 0,18 et une inclinaison de 2,3° par rapport à l'écliptique.

## Compléments